# What the Hell Just Happened?
What the Hell Just Happened? (englisch für „Was zur Hölle ist gerade passiert?“) ist ein Lied der Gruppe Remember Monday. Mit dem Titel trat sie für das Vereinigte Königreich beim Eurovision Song Contest 2025 in Basel an.

## Hintergründe
Obwohl die Gruppe samt Titel erst am 7. März 2025 von der britischen Rundfunkanstalt British Broadcasting Corporation offiziell vorgestellt wurde, war bereits Wochen zuvor die Teilnahme der Gruppe durchgesickert, wobei jedoch der Titel zunächst nicht bekannt war. Dieser wurde am 4. März 2025 lediglich durch seine Initialen WTHJH? angedeutet.
Der Titel wurde von der Band sowie einem Team um Thomas Stengaard geschrieben, der bereits für mehrere Eurovisions-Titel verantwortlich war. Die Produktion erfolgte durch Billen Ted.

## Inhaltliches
What the Hell Just Happened? zeichnet sich durch mehrere Tempowechsel sowie den Gesang der Bandmitglieder Byrne, Hull und Steele aus. Der Titel beginnt mit einem mittleren Tempo, wobei der Gesang aller Bandmitglieder erst nach und nach einsetzt. Die Instrumentierung besteht anfangs aus Klavier und Synthesizern, worauf das Schlagzeug und Bläser einsetzen. Nach einem deutlichen Anstieg des Tempos folgt der Refrain, der wiederum im langsameren Bereich gesungen wird. Die zweite Strophe wird erneut mit höheren Tempo gesungen. Nach einer vergleichsweise ruhigen Bridge wird der Refrain erneut im erhöhten Tempo gesungen (etwa 160 Schläge pro Minute).
Laut der Gruppe sei der Titel genau das, was sie im Moment empfinde, da es sich unwirklich anfühle, nach vielen Jahren enger Freundschaft am Eurovision Song Contest teilzunehmen.

## Veröffentlichung
Der Titel wurde am 7. März 2025 als Musikstream bereitgestellt.

## Mitwirkende
- Gesang: Charlotte Steele, Holly-Anne Hull, Lauren Byrne
- Musik: Lauren Byrne, Holly-Anne Hull, Charlotte Steele, Thomas Stengaard, Julie Aagaard, Tom Hollings, Sam Brennan, Kes Kamara
- Text: Charlotte Steele, Holly-Anne Hull, Julie Aagaard, Lauren Byrne, Thomas Stengaard
- Produzent: Billen Ted
- Arrangeur: Sam Brennan, Kes Kamara, Tom Hollings
- Abmischung, Mastering: Dan Grech-Marguerat
- Bassgitarre: Tom Hollings
- E-Gitarre: Nick Hollings
- Schlagzeug: Gareth Grover
- Klavier: Sam Brennan
- Synthesizer: Kes Kamara[3]

## Beim Eurovision Song Contest
Mit dem Titel nahm das Vereinigte Königreich am Eurovision Song Contest 2025 teil. Als Mitglied der sogenannten „Big Five“ war das Land direkt für das Finale qualifiziert, das am 17. Mai 2025 stattfand. Der König wünschte dem Trio am Tag der Austragung viel Glück und schrieb in Anspielung zum Songtitel "This Just happened" über ein Video der Irish Guards, welche den Titel vor dem Buckingham-Palast spielten.
Von Startnummer 8 aus erreichte das Land 88 Punkte, was in einem 19. Platz resultierte. Von den Zuschauern erhielt das Vereinigte Königreich keine Punkte.
Die Bühnenchoreografie wurde von Ace Bowerman entworfen.

## Rezeption
Liam Kelly vom Daily Telegraph merkte an, dass die Gruppe im Gegensatz zu früheren britischen Vertretern tatsächlich live singen könne. Weiterhin seien die Kritiken seit Erscheinung des Titels größtenteils positiv gewesen. Kritischer zeigte sich Neil McCormick, ebenfalls beim Daily Telegraph, der schrieb, dass der Titel einfallsreich, aber gleichzeitig vertraut wirke. Die Frage, warum der Titel von einem dänischen Team geschrieben wurde, stelle sich inzwischen nicht mehr. Er erfülle seinen Zweck, solange er beim Eurovision Song Contest nicht null Punkte erreiche.
Mark Savage von der BBC merkte an, dass das schlechte Abschneiden des Vereinigten Königreiches beim europäischen Wettbewerb in jenem Jahre besonders grausam sei, da die Gruppe gut singen konnte und fügte hinzu „und ich meine, wirklich, wirklich singen [konnte]“. Aufgrund der Punktevergabe der Jurys hätten diese die kompositorische Qualität von What The Hell Just Happened? und die Reminiszenzen auf berühmte britische Bands und Sänger erkannt. Jedoch wurde die Bühnenshow möglicherweise als Grund für das Scheitern beim Publikum genannt.

## Chartplatzierungen
| ChartsChartplatzierungen     | Höchstplatzierung | Wochen |
| ---------------------------- | ----------------- | ------ |
| Schweiz (IFPI)               | 77 (1 Wo.)        | 1      |
| Vereinigtes Königreich (OCC) | 31 (3 Wo.)        | 3      |